# Под игото (филм, 1976)
Вижте пояснителната страница за други значения на Под игото.
„Под игото“ е български игрален филм (драма) от 1976 година на режисьора Петър Донев. Създаден е по романа „Под игото“ на Иван Вазов.

## Актьорски състав
Не е налична информация за актьорския състав.